# 崇真万寿宫
崇真万寿宫，民间俗称天师庵或天师宫，原址位于今北京市东城区美术馆后街23号北京中医医院处，是一座道教正一派宫观，现已无存。

## 简介
崇真万寿宫是元世祖忽必烈为道教玄教宗师张留孙兴建。元朝至元十三年（1276年），张留孙随第三十六代天师张宗演入朝。张留孙为皇后“祷病有验”，所以元世祖将其留在宫内，封为“上卿”、“玄教宗师”，并在元大都、元上都为其各建了一座崇真万寿宫，又将嘉兴、平江的若干顷良田以及元大都、昌平的若干亩栗园赐给张留孙。元世祖任命张留孙为大都的崇真万寿宫住持，此宫为正一派在大都的本山。大德二年（1298年），吴全节出任崇真万寿宫提点。
崇真万寿宫位于大取灯胡同以北。在元大都，该宫与长春宫（今白云观）齐名，等级很高。玄教的日常事务由崇真万寿宫提点负责。
明朝，崇真万寿宫被改建成草料库，储存御马草料，民间俗称“天师庵草场”。清朝朱一新《京师坊巷志稿》中说：“御马监辖有天师庵草场、旧都府草场，天师庵草场在皇城外东北角，正统间以张天师旧处改建，故名。”
明朝天启六年，天师庵草场失火。大太监魏忠贤亲率官兵救火，三天后扑灭。据说魏忠贤还亲自端盆浇水灭火。清朝在此兴建諴亲王府，后改为荣寿固伦公主府（俗称“大公主府”）。1956年，在原公主府成立北京中医医院。1986年，北京中医医院将公主府部分主体建筑迁往密云县，原址兴建新门诊楼、科研楼。
2011年12月3日，在北京国际饭店开拍北京匡时秋拍夜场，拍品中有元人《崇真万寿宫瑞鹤诗唱和卷》。此卷为旅居美国的蔡乃煌的重孙女委托拍卖。此卷由六位元朝文人撰写，描写了元朝初年的道教仪式场面。